# Nadim Sabagh
Nadim Sabagh (en árabe: نديم صباغ‎; Latakia, Siria; 4 de agosto de 1985) es un futbolista de Siria que juega en la posición de lateral izquierdo con el Tishreen SC de la Liga Premier de Siria.

## Carrera

### Club
| Periodo   | Club             |
| --------- | ---------------- |
| 2002–2007 | Tishreen SC      |
| 2007–2012 | Al-Jaish Damasco |
| 2012–2015 | Arbil FC         |
| 2015–2016 | Naft Al-Wasat SC |
| 2016–2018 | Al-Zawraa        |
| 2018–     | Tishreen SC      |

### Selección nacional
Jugó para Siria en 44 ocasiones de 2010 a 2018 y anotó cuatro goles; participó en dos ediciones de la Copa Asiática.

## Logros
- Syrian Premier League: 2009–10
- Iraqi Premier League: 2011–12, 2017–18
- Iraq FA Cup: 2016–17
- Iraqi Super Cup: 2017

## Estadísticas

### Goles con selección nacional
| #  | Fecha      | Sede                                   | Rival      | Resultado | Torneo   |
| -- | ---------- | -------------------------------------- | ---------- | --------- | -------- |
| 1. | 29-6-2011  | Franso Hariri Stadium, Arbil, Irak     | Irak       | 2–1       | Amistoso |
| 2. | 10-8-2011  | Astana Arena, Astaná, Kazajistán       | Kazajistán | 1–1       | Amistoso |
| 3. | 17-8-2011  | Saida Municipal Stadium, Saïda, Líbano | Líbano     | 3–2       | Amistoso |
| 4. | 12-11-2014 | Kuala Lumpur, Malasia                  | Malasia    | 3-0       | Amistoso |